# 佐藤光展
佐藤 光展（さとう みつのぶ、1967年 - ）は、日本のジャーナリスト。
群馬県前橋市出身。立命館大学卒業。
神戸新聞社社会部で阪神・淡路大震災や酒鬼薔薇事件を取材したのちに、2000年読売新聞東京本社に移籍。2003年より医療部に所属。精神医療についての取材で知られる。2018年に独立。ジャーナリズムNGO「ワセダクロニクル」記者。

## 主要著書
- 精神医療ダークサイド（講談社現代新書、2013年）第十三回新潮ドキュメント賞候補作
- なぜ、日本の精神医療は暴走するのか（講談社、2018年）